# Copa Korać 1999-00
La Copa Korać 1999-00 fue la vigésimo novena edición de la Copa Korać, competición creada por la FIBA para equipos europeos que no disputaran ni la Copa de Europa ni la Recopa. Participaron 95 equipos, dos más que en la edición anterior. El campeón fue el equipo francés del Limoges, que lograba su tercer título, derrotando en la final al conjunto español del Unicaja Málaga.

## Dieciseisavos de final
| Equipo 1                  | Agr.    | Equipo 2                 | Ida    | Vuelta |
| ------------------------- | ------- | ------------------------ | ------ | ------ |
| Vacallo Win               | 124–151 | Galatasaray              | 58–69  | 66–82  |
| Lineltex Imola            | 150–168 | Casademont Girona        | 72–83  | 78–85  |
| Bipop-Carire Reggiana     | 122–135 | Unicaja                  | 67–74  | 55–61  |
| Pepsi Rimini              | 139–127 | Maccabi Haifa            | 81–61  | 58–66  |
| Hapoel Galil Elyon        | 153–142 | Alytus                   | 88–61  | 65–81  |
| Lokomotiv Mineralnye Vody | 131–155 | Aeroporti di Roma Virtus | 72–69  | 59–86  |
| Maroussi                  | 164–155 | Magic M7                 | 89–74  | 75–81  |
| Pogoń Ruda Śląska         | 170–159 | Maccabi Ramat Gan        | 100–68 | 70–91  |
| Telindus Antwerpen        | 140–135 | Šiauliai                 | 69–66  | 71–69  |
| UNICS                     | 133–179 | Limoges                  | 64–86  | 69–93  |
| Lugano                    | 127–143 | Anwil Włocławek          | 60–71  | 67–72  |
| CSKA Kyiv                 | 147–141 | Nancy                    | 74–73  | 73–68  |
| Near East                 | 136–146 | Nikas Peristeri          | 73–80  | 63–66  |
| Türk Telekom              | 143–138 | Pinar Karşıyaka          | 78–72  | 65–66  |
| Apollon Limassol          | 135–205 | Adecco Estudiantes       | 56–91  | 79–114 |
| Sunair Oostende           | 146–152 | Aris                     | 75–65  | 71–87  |

## Octavos de final
| Equipo 1                 | Agr.    | Equipo 2           | Ida   | Vuelta |
| ------------------------ | ------- | ------------------ | ----- | ------ |
| Galatasaray              | 135–150 | Unicaja            | 67–64 | 68–86  |
| Casademont Girona        | 146–137 | Pepsi Rimini       | 67–65 | 79–72  |
| Hapoel Galil Elyon       | 134–144 | Maroussi           | 80–77 | 54–70  |
| Aeroporti di Roma Virtus | 143–139 | Pogoń Ruda Śląska  | 66–64 | 77–75  |
| Telindus Antwerpen       | 127–140 | Anwil Włocławek    | 71–65 | 56–75  |
| Limoges                  | 186–144 | CSKA Kiev          | 86–73 | 100–71 |
| Nikas Peristeri          | 146–164 | Adecco Estudiantes | 75–85 | 71–79  |
| Türk Telekom             | 155–121 | Aris               | 82–59 | 73–62  |

## Cuartos de final
| Equipo 1          | Agr.    | Equipo 2                 | Ida   | Vuelta |
| ----------------- | ------- | ------------------------ | ----- | ------ |
| Unicaja           | 140–118 | Maroussi                 | 77–58 | 63–60  |
| Casademont Girona | 139–133 | Aeroporti di Roma Virtus | 61–67 | 78–66  |
| Anwil Włocławek   | 129–153 | Adecco Estudiantes       | 74–69 | 55–84  |
| Limoges           | 138–132 | Türk Telekom             | 71–57 | 67–75  |

## Semifinales
| Equipo 1          | Agr.    | Equipo 2           | Ida   | Vuelta |
| ----------------- | ------- | ------------------ | ----- | ------ |
| Unicaja           | 132–125 | Adecco Estudiantes | 85–72 | 47–53  |
| Casademont Girona | 134–146 | Limoges            | 77–77 | 57–69  |

## Final
| Equipo 1 | Agr.    | Equipo 2 | Ida   | Vuelta |
| -------- | ------- | -------- | ----- | ------ |
| Limoges  | 131–118 | Unicaja  | 80–58 | 51–60  |

| Campeón de la Copa Korać 1999-00 |
| -------------------------------- |
| Limoges Tercer título            |